# Wilhelm Wieprecht
 (juillet 2023).
Si vous disposez d'ouvrages ou d'articles de référence ou si vous connaissez des sites web de qualité traitant du thème abordé ici, merci de compléter l'article en donnant les références utiles à sa vérifiabilité et en les liant à la section « Notes et références ».

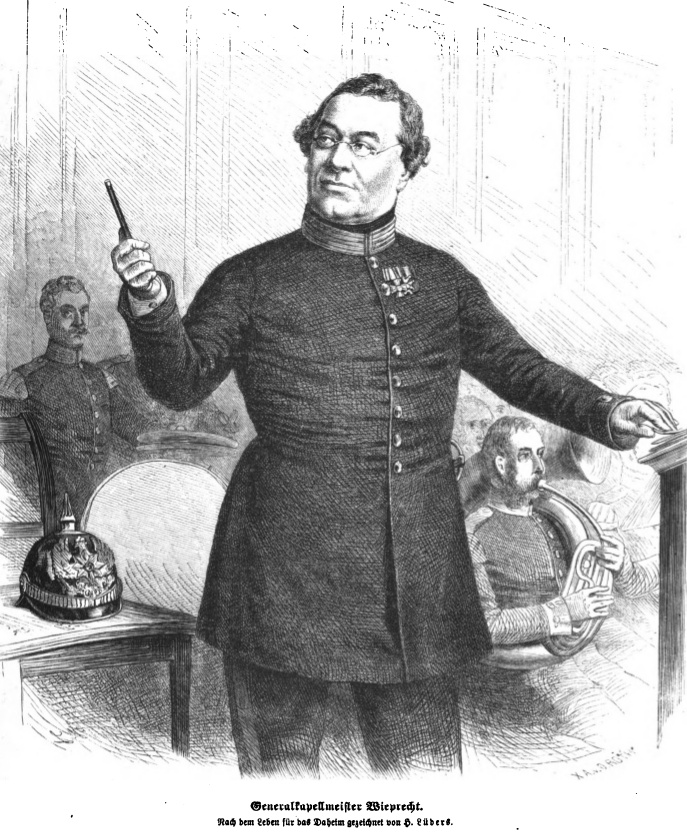
Wilhelm Wieprecht (1868).

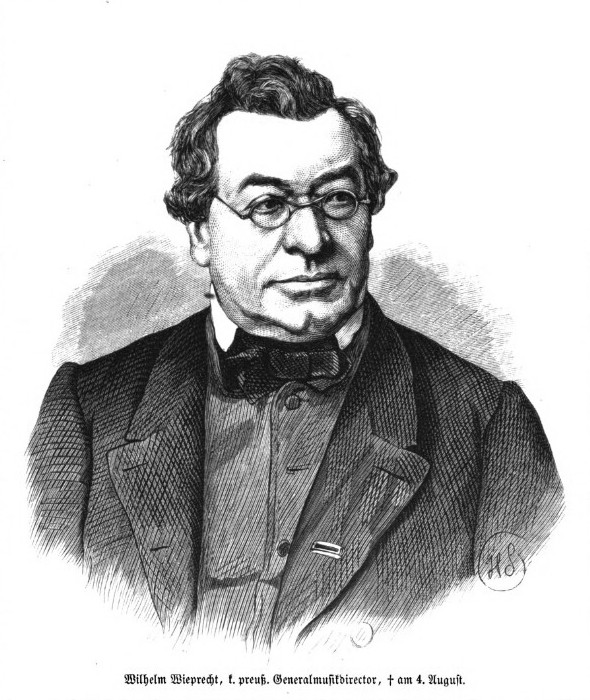
Wilhelm Wieprecht, dessiné par Hermann Scherenberg.

Wilhelm Friedrich Wieprecht, né le 10 août 1802 à Aschersleben et mort le 4 août 1872 à Berlin, est un compositeur prussien, chef d'orchestre et arrangeur. Il est considéré comme un grand réformateur de la musique militaire allemande. Il est également co-inventeur du tuba basse et du batyphon.

## Biographie
Le père de Wilhelm Wieprecht, qui avait participé aux campagnes de 1790 et 1806 en tant que trompettiste, était un musicien polyvalent (violon, flûte, clarinette...) qui s'était établi à Aschersleben en tant que musicien de la ville. Il était donc logique que son fils Wilhelm Wieprecht reçoive des cours de musique dès son plus jeune âge. A dix ans, il jouait déjà un concerto de violon en public. Lorsque les capacités d'enseignement de son père ne lui apportèrent plus rien d'essentiel, le musicien de la cour Hünerbein, un élève de Louis Spohr, lui donna des cours supplémentaires. En août 1821, il déménagea à Leipzig, où il reçut des lettres de recommandation du chef d'orchestre de la ville, Barth, et de Rörte, qui lui conseilla d'entrer en contact avec Carl Maria von Weber. Avec ces lettres, Wieprecht déménagea à Dresde, où il devint d'abord musicien dans l'orchestre du directeur musical de la ville Johann Gottfried Zillmann. Carl Maria von Weber intervint en faveur de Wieprecht et l'adressa à Louis Haase pour qu'il poursuive ses études. C'est là qu'il fit la connaissance du célèbre clarinettiste Rotte, pour lequel il composa quelques solos de clarinette. En juin 1822, Barth l'invita à Leipzig pour devenir membre de l'Orchestre du Gewandhaus. Dans l'orchestre de la ville de Barth, Wieprecht compléta ses connaissances des instruments à vent, bien qu'il jouât du violon dans l'orchestre du Gewandhaus. En 1824, sur les conseils de son cousin Flügel, qui était directeur musical du ballet de Berlin, il devint musicien de chambre à Berlin. C'est là qu'il eut un contact intensif avec la musique militaire. Lors de la relève de la garde, il entendit un corps de musique d'infanterie jouer l'ouverture des Noces de Figaro de Wolfgang Amadeus Mozart. La citation suivante est consignée à ce sujet : « Était-ce le rythme, la mélodie, l'harmonie ou la fusion de ces différents éléments qui me bouleversaient si violemment ? - Lorsque j'ai suivi cette fanfare militaire dans sa marche vers le défilé de garde et que je l'ai entendue jouer en cercle fermé l'ouverture de Figaro de Mozart, j'ai pris la ferme décision de me consacrer désormais exclusivement à la musique militaire. Avec les connaissances que j'avais accumulées dans le domaine des instruments à vent, j'ai senti que c'était ma vocation et j'ai vu d'un seul coup d'œil que j'allais bientôt faire quelque chose d'utile dans ce domaine. » Il comprit très vite qu'il y avait là un vaste terrain à défricher.
Les corps de musique de la cavalerie étaient composés de musiciens jouant exclusivement sur des instruments naturels (sans pistons). Ils ne disposaient guère de littérature utilisable et authentique. Pour le Corps de trompettes des dragons de la garde du major Gottlieb von Barner (de) (1786-1846), il écrivit six marches. Celles-ci furent accueillies avec plaisir et jouées en permanence. Le commandant de ce corps de musique lui donna ensuite l'occasion de réorganiser le corps de trompettes selon ses propres idées. Il connut bientôt ses premiers succès. Sa formation modifiée comprenait six trompettes, deux cors à pistons, deux cors ténors, un cor basse ténor et deux trombones basse à coulisse. Pour les occasions spéciales, ce corps de 13 musiciens était complété par six trompettes et un trombone basse à coulisse. En raison du succès rencontré à Berlin, d'autres corps de musique et de trompettes de cavalerie et de dragons suivirent peu après cete organisation.

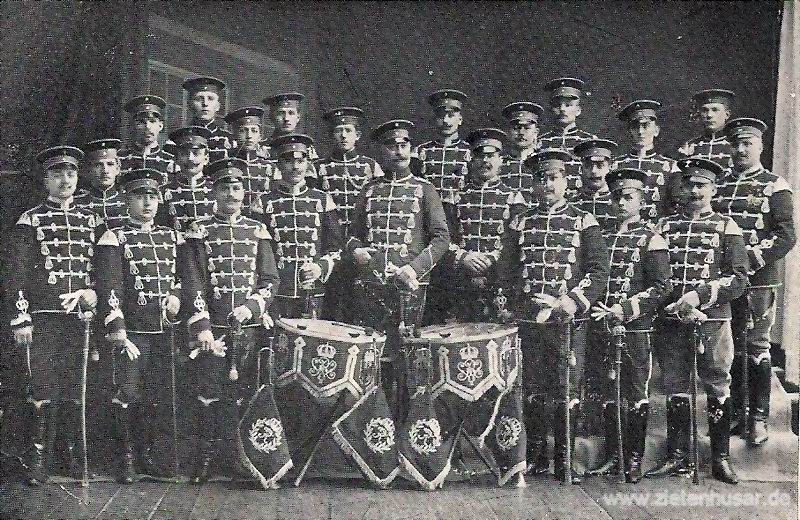
Corps de trompettes du 3e régiment de hussards « von Zieten » (régiment de hussards brandebourgeois).

En 1829, le roi de Prusse Frédéric-Guillaume III Wieprecht fut chargé de réformer le corps de musique de la garde personnelle à Potsdam et lui confia la formation de tous les trompettistes.

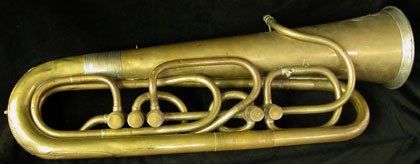
Tuba de Wieprecht et Moritz (1835).

Peu de temps après, Wieprecht a développé - en collaboration avec le facteur d'instruments de la cour de Berlin Johann Gottfried Moritz - le tuba basse. Il existait certes déjà un bombardon à pistons, mais il ne pouvait pas s'imposer face aux nouvelles possibilités du tuba basse développé. En 1835, le tuba basse est breveté.
En 1835, le prince Albert de Prusse (1809-1872) a promu Wieprecht au poste d'inspecteur des trois corps de musique de sa brigade. À partir de là, Wieprecht développa un orchestre de 80 musiciens avec lequel il donna de nombreux concerts à succès. Lors d'un mariage en 1837, cet orchestre joua la Danse aux flambeaux de Gaspare Spontini et une Danse aux flambeaux de Wilhelm Wieprecht en répétition ininterrompue, ce qui laissa une profonde impression.
Le 2 février 1838, Wieprecht devint même directeur de toutes les fanfares du corps de la Garde. Le 8 mai 1838, le tsar Nicolas Ier vint de Russie en visite. Wieprecht constitua un orchestre de 1000 musiciens et 200 tambours provenant de tous les corps de musique de Berlin. Lors d'une deuxième représentation, l'orchestre joua l' Ouverture Olympia de Gaspare Spontini et l' Ouverture jubilatoire de Carl Maria von Weber. Mais une anecdote importante est certainement le fait que le 10 août 1838, le soir d'une visite des troupes par le tsar russe Nicolas Ier près de Landshut, un ordre du roi Frédéric-Guillaume III ordonna le couvre-feu pour toutes les armées prussiennes. Depuis lors, le couvre-feu est également appelé couvre-feu russe. Wilhelm Wieprecht a créé le cérémonial encore en vigueur aujourd'hui du Großer Zapfenstreich en combinant le Großer Zapfenstreich et la Retraite de la cavalerie et en y ajoutant la prière avec les boucles, l'appel et l'abattage.
Des concerts avec de grands orchestres suivirent à Lüneburg et Coblence à l'occasion de la visite de la reine Victoria.

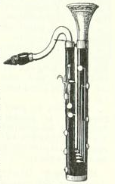
Batyphon (1839).

Wilhelm Wieprecht participa également à l'invention d'une clarinette contrebasse appelée batyphon qui est défini comme un « instrument inventé en 1839 par Wieprecht, directeur des corps de musique de la garde royale de Prusse, et Skorra, facteur d'instruments de la cour royale. C'est une sorte de clarinette contre-basse en ut d’une sonorité très égale et pleine d’ampleur, sur toute l'étendue de son échelle. Sa construction diffère de celle de la clarinette ordinaire par la disposition des trous latéraux, qui étant donné les dimensions de l'instrument, ne sont plus accessibles aux doigts et doivent être bouchés à l'aide de clefs. L'ouverture successive des trous latéraux produit les sons fondamentaux dont l'effet réel est à l'unisson des notes comprises entre mi (mi−1) et la♯ (la♯1) », (en notation latine). Les adversaires d'Adolphe Sax ont utilisé à tort l'antériorité du batyphon pour s'opposer à l'invention du saxophone breveté en 1846.
Par la suite, toute la musique militaire prussienne fut réformée, notamment en ce qui concerne l'instrumentation. Même la Suède et le Danemark adoptèrent cette réforme dans leurs corps de musique militaire. En 1847, la Turquie demanda à Wieprecht de réformer également ses corps de musique militaire. En 1852, Wieprecht envoya un assistant pour répondre à la demande du gouvernement du Guatemala de réformer ses corps de musique militaire. En 1857, Wieprecht devint membre de l'Académie suédoise. Giacomo Meyerbeer, Gaspare Spontini et Franz Liszt, qui étaient amis avec Wieprecht et lui étaient reconnaissants pour diverses transcriptions de leurs œuvres pour des corps de musique militaires, avaient suscité une discussion au Conservatoire de Paris afin de se familiariser avec les théories et les réformes de Wieprecht.
Le point culminant de sa carrière musicale fut le concours des fanfares militaires à l'Exposition universelle de Paris le 21 juillet 1867. Devant un jury composé d'Ambroise Thomas, Hans von Bülow, Félicien David et Léo Delibes, les fanfares militaires les plus connues de toute l'Europe se disputaient les honneurs. Outre l'œuvre imposée, l'ouverture d' Oberon de Carl Maria von Weber, il exécuta avec ses fanfares réunies (le 2e régiment de la Garde et le régiment de grenadiers Kaiser Franz) une fantaisie tirée de l'opéra Le Prophète de Giacomo Meyerbeer et obtint le premier prix à l'unanimité. Beaucoup virent dans ce succès la consécration du système d'instrumentation qu'il avait mis au point. Napoléon III a invité Wieprecht à deux reprises à Versailles et lui a décerné la croix de la Légion d'honneur française.

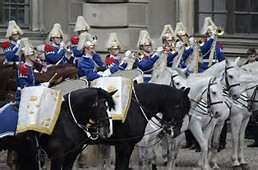
Corps de trompettes des gardes du corps à cheval à Stockholm.

De retour à Berlin, il fut accueilli avec enthousiasme. Wieprecht a composé 52 œuvres et a réalisé des transcriptions pour la musique militaire de 58 d'entre elles. Parmi ses descendants directs, on trouve le célèbre animateur de radio berlinois Volker Wieprecht (de) (Radio Eins).
Des 150 anciens corps de trompettes Wieprecht de la cavalerie allemande, suédoise et française, il reste aujourd'hui le Livgardets dragonmusikkår (de)  à Stockholm.

## Œuvres

### Œuvres pour orchestre d'harmonie (musique militaire)
- Marche de l'armée n° 133.
- Trois marches pour l'arrivée du prince et de la princesse Frédéric-Guillaume de Prusse.
- Marche de rattrapage (pour l'entrée en scène de Frédéric-Guillaume IV le 21 septembre 1840 à Berlin)
- Polka Friedrike Gossmann.
- Grand Pas-Redoublé I et II.
- Marche d'hommage.
- Concerto pour clarinette.
- Marche pour la cavalerie n° 21.
- Marche pour la cavalerie n° 30.
- Ma première marche de défilé.
- Militairische Trauerparade (Parade funèbre militaire)
- Souvenirs musicaux des années de guerre 1813, 1814, 1815.
- Ouverture militaire.
- Polka des pastillons.
- Six marches pour musique de cavalerie.
- Marche triomphale sur des thèmes du 5ème concerto pour piano en mi bémol majeur de Ludwig van Beethoven.
- Marche de Guillaume.
- 40 marches de parade pour la cavalerie.
- 31 marches de défilé pour l'infanterie.

### Livres et écrits
- Lettres sur la musique militaire prussienne : le fabricant d'instruments Sax à Paris comme inventeur.